# Овчинников, Алексей Константинович
Алексей Константинович Овчинников (1861—1928) — русский и советский военный инженер, генерал-лейтенант. Участник Первой мировой и Гражданской войн. Начальник Военной электротехнической академии РККА (1922—1927).

## Биография
Родился в городе Павловск. Образование получил во 2-й реальной гимназии. В 1883 году после окончания Николаевского инженерного училища, был произведён в подпоручики и выпущен в 1-й сапёрный батальон. С 1887 года поручик гвардии. В 1890 году произведён в штабс-капитаны, с назначением состоять в распоряжение начальника инженеров Петербургского военного округа с зачислением в Санкт-Петербургское крепостное инженерное управление. С 1891 года делопроизводитель хозяйственного комитета при Варшавском крепостном инженерном управлении.
В 1896 году окончил Николаевскую инженерную академию по 1-му разряду. В 1899 году произведён в подполковники. С 1900 года назначен помощником председателя хозяйственного комитета при Варшавском крепостном инженерном управлении. С 1904 года произведён в полковники «за отличие» и назначен штаб-офицером в распоряжении Главного инженерного управления.
В 1910 году произведён в генерал-майоры «за отличие» и назначен начальником инженерного управления Брест-Литовской крепости. С 1913 года назначен заведующим электротехнической частью Главного инженерного управления. С 1915 года начальник электротехнического отдела Главного военно-технического управления. В 1916 году «за отличие» произведён в генерал-лейтенанты.
С 1919 года в инженерных частях РККА. В 1922 году назначен начальником Военной электротехнической академии РККА и председателем инженерного комитета Главного военно-инженерного управления РККА. В 1927 уволен из рядов РККА в запас. Умер в июне 1928 года.